# سيد اللاشيء
سيد اللاشيء (بالإنجليزية: Master of None) هو مسلسل كوميدي-درامي أمريكي على الإنترنت من تأليف عزيز أنصاري وآلان يانغ، أُطلق بتاريخ 6 نوفمبر من العام 2015 على موقع نتفليكس. بجانب التأليف يقوم عزيز أنصاري بلعب الدور الرئيسي في المسلسل من خلال شخصية «ديف شاه» وهو ممثل يبلغ من العمر 30 عاماً، يمضي معظم وقته في تجاربه الرومانسية والمهنية والثقافية. صوّر الموسم الأول بمدينة نيويورك في الولايات المتحدة ويتألف من عشر حلقات.

## المفهوم
يلمح عنوان المسلسل إلى المثل الإنجليزي القائل (Jack of all trades, master of none) ومقابله يقارب معنى المقولة «صاحب الصنائع السبع لا يتقن أي صنعة» أو المثل المصري القائل «سبع صنايع والبخت ضايع» وتعود فكرة العنوان في الأصل إلى أنصاري. يقول أنصاري أنه استغرقه أشهر قبل اعتماده لعنوان المسلسل وأنه لم يتفق مع يانغ على العنوان النهائي إلّا بعدما انتهوا من تصوير كامل حلقات المسلسل.

## الآراء والتلقي النقدي
| الموسم | الموسم | الرأي النقدي     | الرأي النقدي   |
| الموسم | الموسم | روتن توميتوز     | ميتاكريتيك     |
| ------ | ------ | ---------------- | -------------- |
|        | 1      | 100% (55 مراجعة) | 91 (31 مراجعة) |
|        | 2      | 100% (42 مراجعة) | 91 (24 مراجعة) |

### الموسم الأول
حصل الموسم الأول من المسلسل على موافقة بنسبة 100% على موقع روتن توميتوز، بعد الرجوع إلى 55 مراجعة نقدية، وبمعدل تقييم بلغ 9/10. تفيد خلاصة الموقع النقدية حول الموسم الأول أنه: «مُنفذ استثنائياً بروعة ودعابة ووجدان، إن» سيد اللاشيء«مأخذ غير اعتيادي بصورة منعشة حول فرضية مألوفة.» أحرز المسلسل على موقع ميتاكريتيك علامة 91 من 100، وذلك بعد الرجوع إلى رأي 31 ناقداً. وقد اعتبره جيمس بونيوزيك من نيويورك تايمز: «أفضل كوميديا لهذا العام».

### الموسم الثاني
كما حصل الموسم الثاني أيضاً على موافقة بنسبة 100% على موقع روتن توميتوز بعد الرجوع إلى 42 مراجعة نقدية، مع معدل تقييم بلغ 8.9/10. تدلي الخلاصة النقدية للموقع: «يُستأنف الموسم الثاني من» سيد اللاشيء«حيث انتهى الموسم السابق، مُقدِماً مجموعة طموحة من الحلقات التي تبني على فرضية المسلسل بالترافق مع إضافة تقلبات مفاجئة.» فيما أحرز الموسم الثاني علامة 91 من 100 على ميتاكريتيك بالرجوع إلى 24 ناقد.

## وصلات خارجية
- سيد اللاشيء على موقع IMDb (الإنجليزية)
- سيد اللاشيء على موقع ميتاكريتيك (الإنجليزية)
- سيد اللاشيء على موقع روتن توميتوز (الإنجليزية)
- سيد اللاشيء على موقع نتفليكس (الإنجليزية)
- سيد اللاشيء على موقع فيلمافينيتي (الإسبانية)
- سيد اللاشيء على موقع كينوبويسك (الروسية)
- سيد اللاشيء على موقع ألو سيني (الفرنسية)
- سيد اللاشيء على موقع قاعدة بيانات الفيلم (الإنجليزية)